# Kwon So-hyun
Đây là một tên người Triều Tiên, họ là Kwon.
Kwon So-hyeon (Hangul: 권소현, Hanja: 權昭賢, Hán-Việt: Quyền Chiêu Hiền, sinh ngày 30 tháng 8 năm 1994) là một ca sĩ thần tượng và nhạc sĩ Hàn Quốc, cựu thành viên các nhóm nhạc Hàn Quốc Orange và 4Minute.

## Tiểu sử
So-hyun đã được sinh ra ở Namdong, Incheon, Hàn Quốc vào ngày 30 tháng 8 năm 1994. Cô theo học trường trung học Kumho Junior và High School Pungmoon Girls, 
cô tốt nghiệp trong tháng 2 năm 2013. Cô được xếp hạng thứ tư trong lớp của cô. Trong tháng 11 năm 2014 đã được tiết lộ rằng So-hyun đã được chấp nhận vào Sở Nhà hát và phim của Đại học Dongguk.
So-hyun đã ra mắt như một thành viên của nhóm Orange vào năm 2005 khi cô 12 tuổi. Các ban nhạc phát hành album đầu tay của họ mang tên "We are Orange" với tiêu đề theo dõi sao của chúng tôi. Nhóm này đã bị giải tán vào cuối năm 2005 do bắt nạt và anti-fan chống lại nhóm này.
Ở trường trung học, So-hyun bắt đầu đăng ký học viện thử giọng. Ở đó, cô gặp một đại diện của một cơ quan và trở thành một thực tập sinh trong vòng chưa đầy hai tháng. So-hyun đã được nhóm lại với học viên khác của 4Minute, lấp vào chỗ trống do sự ra đi của Soyou. Soyou cuối cùng tham gia nhóm SISTAR.

## Sự nghiệp

### 4Minute
Trong tháng 6 năm 2009, So-hyun xuất hiện lần đầu, cô là thành viên trẻ nhất của nhóm nhạc nữ 4Minute thuộc Cube Entertainment, với single "Hot Issue" của họ, cô đảm nhận vai trò hát phụ, rap phụ, nhảy dẫn và maknae của nhóm.

### Sự nghiệp cá nhân
Bên cạnh là một thành viên của 4Minute, So-hyun đã có vai trò cameo nhỏ trên truyền hình và cũng tham gia một số chương trình khác. So-hyun đóng vai chính trong video Teen Top nhạc "Going Crazy", nơi cô đóng vai người yêu của L.Joe. Cô cũng là một trong những nhân vật nổi tiếng cùng với 2AM Jinwoon cho bộ phim tài liệu A Pink News được phát sóng trên kênh truyền hình cáp của Hàn Quốc TrendE.
So-hyun, cùng với 11 thần tượng nữ khác, tham gia show Tết Nguyên đán trong năm 2013 của đài KBS, "Princess Project - Resurrection of the Royal Family", một Spin-off dựa trên phim 2012 của MBC, phim Mặt trăng ôm mặt trời.
So-hyun được chọn làm MC đặc biệt cho giải thưởng thần tượng thứ hai của Weekly Idol. Sau đó, cô làm sống lại vai diễn của cô trong MV của 2YOON và Huh Gak, cùng với Ilhoon của nhóm BtoB.
So-hyun, cùng với Gayoon và Jihyun đã tham gia vào phân khúc bắn cung Giải vô địch Idol Star Athletics- năm 2013. Nhóm sau đó thi đấu trong một cuộc thi bắn cung với SISTAR trên Dream Team vào tháng Sáu.
Trên 5 tháng 6 năm 2013, So Hyun và Gayoon đã tham gia vào chương trình đầu tiên của cặp song sinh LG Twins với Doosan Bears. Gayoon đã ném quả bóng đầu tiên trong khi So-hyun chụp.
Vào ngày 22 tháng 10, có thông báo rằng So-hyun sẽ đóng vai chính trong bộ phim Hwanggu, trong đó cô đóng vai một sinh viên đại học trẻ tuổi người hỗ trợ tinh thần bạn trai của cô trong cuộc đấu tranh để giành danh hiệu taekwondo quốc gia và chống thành kiến chủng tộc mà gia đình anh trải qua, anh có một người mẹ Hàn và cha người Philippines.
Vào ngày 13 tháng 1 năm 2014, So-hyun đã tham gia vào một cuộc thi bắn cung Idol Star Athletics Championship năm 2014. Cô đã đi đến vòng chung kết và giành huy chương vàng với Bora của Sistar.
Ngày 17 tháng 12 năm 2014, tin tức tiết lộ rằng So-hyun sẽ ở trong một nhóm nhạc nữ dự án đặc biệt của các nhà soạn nhạc Hyung Don và nhóm dự án mới Hitmaker Chamsonyeo cùng với G.NA, sau Lizzy của After School và Heo Young-ji của Kara. MV teaser cho 'nhóm nhạc nữ dự án đầu tiên Hitmaker Chamsonyeo, được phát hành vào ngày 12 tháng 2 năm 2015. Bài hát được gọi là Magic Words.
Chamsonyeo phát hành Magic Words từ ngày 20 tháng Hai.

## Phim tham gia

### Phim truyền hình
| Năm  | Tên phim                    | Tên tiếng Anh                       | Vai diễn           | Kênh | Ghi chú |
| ---- | --------------------------- | ----------------------------------- | ------------------ | ---- | ------- |
| 2003 | Nàng Dae Jang-geum          | Jewel in the Palace / Dae Jang Geum |                    | MBC  | Cameo   |
| 2004 | Jang Gil San                | Jang Gil San                        |                    | SBS  | Cameo   |
| 2004 | Chuyện tình Paris           | Lovers in Paris                     |                    | SBS  | Cameo   |
| 2005 | Chiếc bánh ngọt ngào        | Sweet Buns                          | Học sinh trung học | MBC  | Cameo   |
| 2009 | Gia đình là số một (phần 2) | High Kick Through The Roof          | Kwon So Hyun       | MBC  | Cameo   |
| 2017 | Hành vi phạm tội            | Criminal Minds                      | Kwon Yoo-jin       | tvN  | Cameo   |
| 2019 | Yêu từ ánh nhìn đầu tiên    | The Secret Life of My Secretary     | Han Ri Ra          | SBS  | Vai phụ |
| 2019 | Lớp học giả dối             | Class of Lies                       | Seo Yoon Ah        | OCN  | Vai phụ |